# Jozsef Soproni
Jozsef Soproni (født 4. oktober 1930 i Sopron, Ungarn, død 24. april 2021) var en ungarsk komponist og professor.
Soproni studerede komposition på Budapest Musikakademi hos Janos Viski. Han underviste som lærer i rytmik og komposition på Musikkonservatoriet i Budapest og senere som professor i kontrapunkt, rytmik og teori på Budapest Musikakademi.
Soproni har skrevet 7 symfonier, orkesterværker, kammermusik, koncertmusik, opera, instrumentalværker, vokalmusik etc.

## Udvalgte værker
- Symfoni nr. 1 (1975 rev.1980) - for orkester
- Symfoni nr. 2 "Årstiderne" (1977) - for orkester
- Symfoni nr. 3 (1979-80) - for kvindestemme, bas, baryton, kor og orkester
- Symfoni nr. 4 (1994) - for orkester
- Symfoni nr. 5 (1995) - for orkester
- Symfoni nr. 6 (1995) - for orkester
- Symfoni nr. 7 (1999) - for orkester
- Violinkoncert (1982-83) - for violin og orkester